# ديفناسورس
ديفناسورس (الاسم العلمي: Dvinosaurus)، جنس برمائيات منقرضة من العصر البرمي المتأخر في روسيا. الأنواع الثلاثة الأولى، د. بريموس، د. سيكوندوس، ود. تيرتيوس، وصفها عالم الحفريات الروسي فلاديمير بروكهوروفيتش أماليتسكي في عام 1921. عُثر على الديفيناسورات لأول مرة بالقرب من قرية سوكولكي في أرخانجيلسك وسُمِّيت باسم نهر دفينا، الذي كان قريبًا من المكان الذي تم اكتشافه فيه.